# Charles Bradley Huff
Pour les articles homonymes, voir Huff (homonymie).
Charles Bradley Huff, né le 5 février 1979 à Fair Grove (Missouri), est un coureur cycliste américain.

## Palmarès sur route

### Par années
- 2006
  -  Champion des États-Unis du critérium
  - 1re étape du Tour de Normandie
  - 8e étape de l'International Cycling Classic
- 2007
  - 3e du Hotter'N Hell Hundred
- 2008
  - 4e étape du Tour de l'Arkansas
  - 3e et 5e étapes du Tour de Hainan
  - 3e étape du Tour of Elk Grove
  - 3e du Manhattan Beach Grand Prix
- 2009
  - Tulsa Tough :
    - Classement général
    - 1re et 2e étapes

  - 14e étape de l'International Cycling Classic
  - Chicago Criterium
- 2010
  - 3e étape du Tour de Hainan
  - Tulsa Tough :
    - Classement général
    - 1re et 2e étapes
- 2011
  - Dana Point Grand Prix
  - 3e étape du Tour de Lawrence
  - 3e étape du Tour de Delta
  - 4e étape de la Gateway Cup
- 2012
  - Dana Point Grand Prix
  - Tour de Grove
  - 4e étape du Nature Valley Grand Prix
  - 3e étape du Tour de Lawrence
  - Gateway Cup :
    - Classement général
    - 1re et 3e étapes

  - 2e du Tulsa Tough
- 2013
  - 2e étape du Tour de Lawrence
- 2014
  - 4e étape de la Joe Martin Stage Race
- 2015
  - 1re et 4e étapes de la Chico Stage Race
  - 3e étape du Tour de Lawrence
  - 2e de la Chico Stage Race
- 2016
  -  Champion des États-Unis du critérium
  - 1re étape de la Chico Stage Race
  - 5e étape du Nature Valley Grand Prix
  - 3e étape de la Fitchburg Longsjo Classic
  - Prologue du Tour de Guadeloupe
  - TD Bank Mayors Cup
  - 2e du Nature Valley Grand Prix
  - 2e du Gastown Grand Prix
- 2017
  - 3e étape du Nature Valley Grand Prix
  - 3e étape de la Gateway Cup
  - 3e de la Gateway Cup

### Classements mondiaux
| Année            | 2005 | 2006 | 2007 | 2008 | 2009 | 2010 | 2011 | 2012 | 2013 | 2014 | 2015   | 2016 | 2017 |
| ---------------- | ---- | ---- | ---- | ---- | ---- | ---- | ---- | ---- | ---- | ---- | ------ | ---- | ---- |
| UCI America Tour | 104e | 289e |      | 43e  |      |      |      | 75e  | 113e |      |        | 379e | 347e |
| UCI Asia Tour    |      |      | 88e  | 207e | 46e  |      | 77e  | 111e |      |      |        |      |      |
| UCI Europe Tour  |      | 514e |      |      |      |      |      |      |      |      | 1 173e |      |      |

## Palmarès sur piste

### Championnats du monde
- Palma de Majorque 2007
  -  Médaille de bronze de l'omnium

### Coupe du monde
- 2006-2007
  - 3e du scratch à Manchester

### Championnats panaméricains
- Mar del Plata 2005
  -  Médaille de bronze de la poursuite
- Valencia 2007
  -  Champion panaméricain de l'omnium
  -  Champion panaméricain de l'américaine (avec Colby Pearce)

### Championnats des États-Unis
- 2004
  -  Champion des États-Unis de l'américaine (avec Matt Stephens)
- 2005
  -  Champion des États-Unis de poursuite individuelle
- 2006
  -  Champion des États-Unis de poursuite par équipes (avec Michael Creed, Michael Friedman et William Frischkorn)
  -  Champion des États-Unis de l'américaine (avec Michael Friedman)
- 2007
  -  Champion des États-Unis de poursuite par équipes (avec Michael Creed, Michael Friedman et Colby Pearce)
- 2008
  -  Champion des États-Unis de poursuite par équipes (avec Taylor Phinney, Colby Pearce et Daniel Holloway)